# The Blackening
The Blackening je šesti studijski album američkog heavy metal sastava Machine Head, objavljen 26. ožujka 2007.
Sa 16.000 prodanih primjeraka u prvom tjednu, našao se na 54. mjestu Billboard 200 top liste, te tako postao njihov najuspješniji album do tada. Pjesma "Aesthetics of Hate" bila je nominirana za Grammy u kategoriji za najbolju metal izvedbu, a 2010. magazin Metal Hammer ga je uz albume God Hates Us All Slayera, Permission to Land The Darknessa, Ascendancy Triviuma, Mutter Rammsteina i Vol. 3 (The Subliminal Verses) Slipknota proglasio najboljim albumom proteklog desetljeća.

## Pjesme
Prvi singl "Aesthetics of Hate" je odgovor na članak Williama Grima na konzervativnoj webstranici Iconoclast u kojem je autor negativno pisao o bivšem gitaristu Pantere, Dimebagu Darrellu, kojeg je na koncertu 8. prosinca 2004. usmrtio poludjeli obožavatelj Nathan Gale. Rob Flynn, pjevač sastava mu je u jednom intervjuu odgovorio: 
Pjesme "Clenching the Fists of Dissent", "A Farewell To Arms", i "Halo" bave se politikom i ratom u Iraku, "Slanderous" o mržnji u društvu, a "Now I Lay Thee Down" je Romeo-Julijevska ljubavna priča.

## Popis pjesama
| 1.    | »Clenching the Fists of Dissent«                    | Flynn             | Flynn/McClain/Demmel      | 10:37 |
| 2.    | »Beautiful Mourning«                                | Flynn             | Flynn/Demmel              | 4:46  |
| 3.    | »Aesthetics of Hate«                                | Flynn/Duce        | Flynn                     | 6:30  |
| 4.    | »Now I Lay Thee Down«                               | Flynn             | Flynn/Demmel              | 5:35  |
| 5.    | »Slanderous«                                        | Flynn             | Flynn/Demmel              | 5:17  |
| 6.    | »Halo«                                              | Flynn             | Flynn/McClain/Duce/Demmel | 9:03  |
| 7.    | »Wolves«                                            | Flynn             | Flynn/Demmel/Duce         | 9:01  |
| 8.    | »A Farewell to Arms«                                | Flynn/Duce/Demmel | Flynn/Demmel              | 10:13 |
| 9.    | »Battery« (bonus pjesma, obrada Metallicine pjesme) |                   |                           | 5:03  |
| 61:04 |                                                     |                   |                           |       |

## Osoblje
Machine Head
- Robb Flynn - vokal, gitara
- Adam Duce - bas-gitara, prateći vokal
- Phill Demmel - gitara
- Dave McClain - bubnjevi